# Liturgusidae
Liturgusidae (лат.) — семейство насекомых из отряда богомолововых (Mantodea). Часто встречаются низко на стволах деревьев, где пёстрая окраска даёт им преимущество камуфляжа. Представители семейства широко распространены в жарких районах. Цвет может сильно варьироваться в зависимости от вида. Колени часто различаются по цвету, что способствует лучшей маскировке. У некоторых видов переднеспинка вытянута в стороны и образует большой щит. В ископаемом состоянии семейство встречается в балтийском и доминиканском янтарях. 

## Роды
Семейство Liturgusidae, согласно Mantodea Species File, содержит единственное подсемейство Liturgusinae и трибу Liturgusini. В него входят следующие роды:
- Ciulfina
- Calofulcinia
- Corticomantis Svenson, 2014 — единственный вид Corticomantis atricoxata (Beier, 1931)
- Dactylopteryx
- Gonatista
- Gonatistella Giglio-Tos, 1915 — единственный вид Gonatistella nigropicta Westwood, 1889
- Hagiomantis
- Humbertiella
- Liturgusa
- Liturgusella — единственный вид Liturgusella malagassa Saussure & Zehntner, 1895
- Majanga
- Majangella
- Mellierella
- Paratheopompa — единственный вид Paratheopompa siamensis Schwarz & Ehrmann, 2017
- Pseudogousa — единственный вид Pseudogousa sinensis Tinkham, 1937
- Scolodera — единственный вид Scolodera pardalotus Milledge, 1989
- Stenomantis Saussure, 1871 — единственный вид Stenomantis novaeguineae de Haan, 1842
- Theopompa
- Theopompella
- Velox — единственный вид Velox wielandi Svenson, 2014
- Zouza